# El Pas del Foc
El Pas del Foc és una festa tradicional del poble San Pedro Manrique, província de Sòria, comunitat de Castella i Lleó. Aquesta celebració ancestral es porta a terme la nit de Sant Joan, cada 23 de juny, i està declarada d'interès turístic nacional e internacional. Això fa que cada any arribi gent de diferents indrets del món per contemplar el ritual.
L'ermita de la Verge de la Penya és l'escenari on succeeixen els fets. Primerament, a la tarda, es cremen mil quilos de llenya de roure apilats amb la finalitat de donar forma a una catifa de brases.
El segon pas, és obrir la graderia del recinte a les deu de la nit i controlar l'aforament de persones. Algun any s'ha de tancar el recinte quedant-se gent a fora per a garantir la seguretat.
El tercer pas i últim, a les dotze de la nit, pugen els passadors acompanyats de les tres reines de les festes “móndidas”, la resta de gent de les penyes i una xaranga per animar la graderia.
És llavors quan comença el ritual. El Pas del Foc és un dels moments més emocionants, precedits de tres tocs de trompeta, els passadors passen descalços la catifa de brases amb les reines o alguna persona al coll, mentre la família i amics els esperen a l'altre banda de la catifa vermella per fer-se una emotiva abraçada. Només poden passar la catifa els fills del poble fins a segona generació.
Aquest ritual ha despertat la curiositat de molta gent fins i tot científics, lo qual provoca comentaris de tot tipus: des que el secret per no cremar-se està en trepitjar fort per no deixar oxigen, fins que contenir la respiració o tenir sang del poble fa que aquests passadors no es cremin.

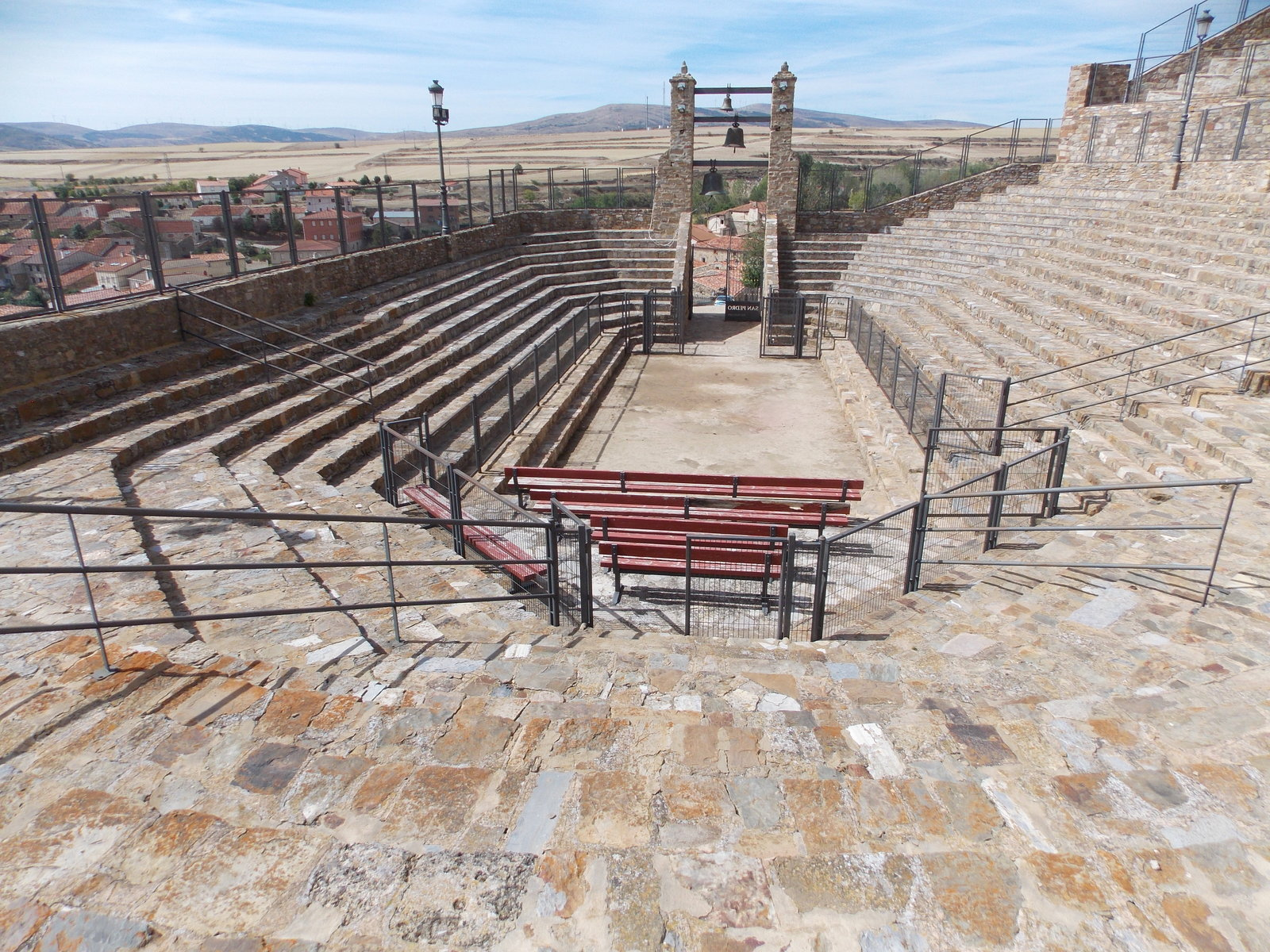
Recinte hermita Verge de la Penya